# Memorial de Villa Francia
El Memorial de Villa Francia es un monumento ubicado en Santiago de Chile. Fue levantado en homenaje a los ejecutados políticos y a los detenidos desaparecidos de la población obrera homónima, en la comuna de Estación Central, en Santiago, durante la dictadura militar encabezada por Augusto Pinochet. Recuerda a 15 víctimas de violaciones a los derechos humanos, que fueron principalmente dirigentes políticos y sindicales y militantes de partidos de izquierda.

## Historia

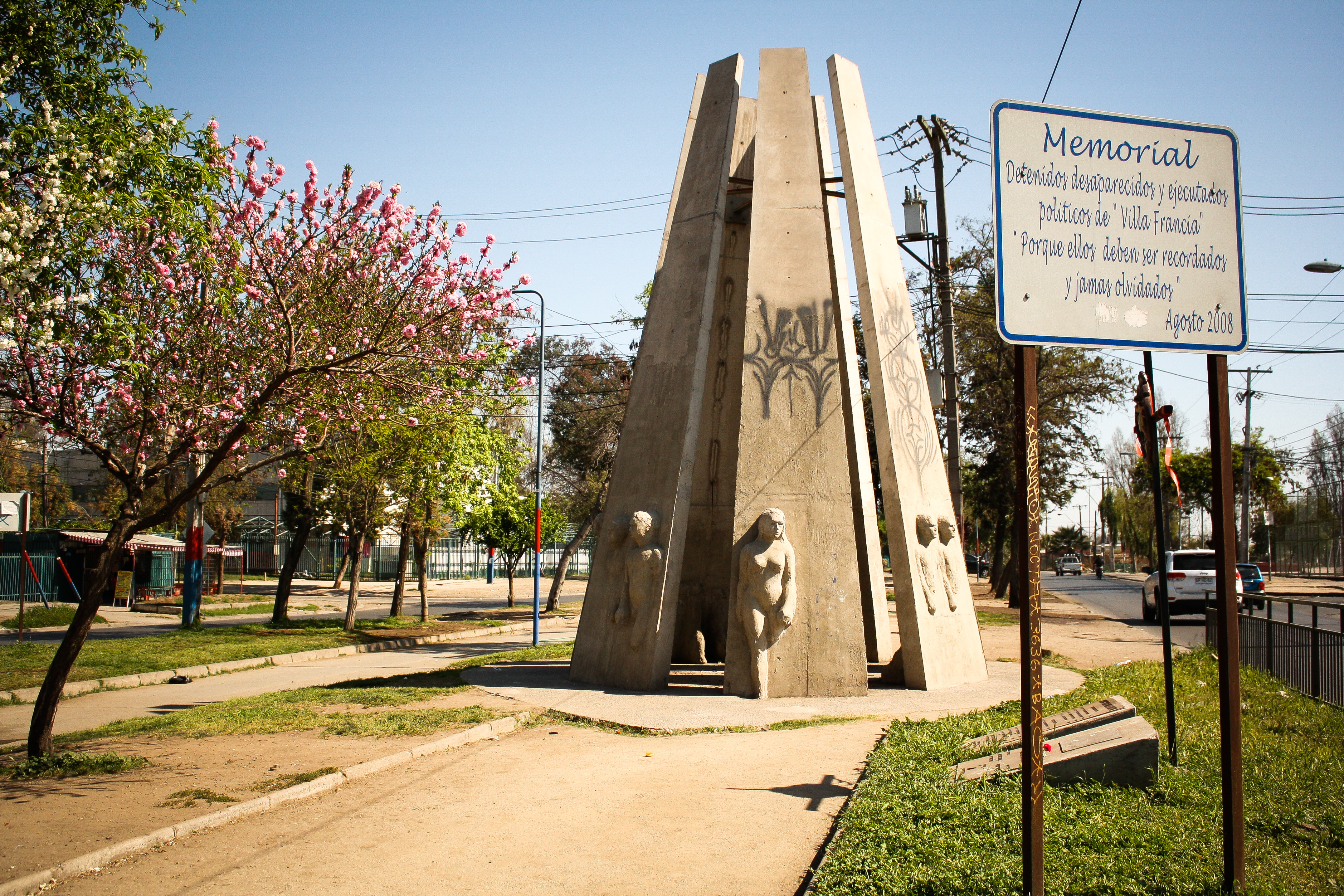
Vista completa del memorial.

El monumento fue una iniciativa del centro cultural “Recuperando Nuestra Historia”, que gestionó los fondos para su construcción en el Programa de Derechos Humanos del Ministerio del Interior y en la municipalidad de Estación Central. También hubo una erogación de los vecinos del sector.
Fue inaugurado el 9 de agosto de 2008 en un acto público. Estuvieron presentes diversas autoridades entre ellas: Rosemarie Bornard, secretaria ejecutiva del Programa de Derechos Humanos del Ministerio del Interior; Alfonso Toledo del Centro Cultural Recuperando Nuestra Historia”; Ronald Arenas, concejal de Estación Central; Marta Godoy, por la Agrupación de Ejecutados Políticos; Mireya García, en representación de la Agrupación de Familiares de Detenidos Desaparecidos; y los sacerdotes Mariano Puga, Roberto Bolton, Pablo Richards y Gonzalo Arroyo.

## Características
Es una escultura en concreto y acero, diseñada y construida por los escultores Luis Montes Becker y Luis Montes Rojas.
El monumento se encuentra ubicado en Avenida 5 de Abril esquina calle Curacaví, Villa Francia, comuna de Estación Central.

## Homenajeados
Las víctimas a quien se dedica el memorial son:
- Ervin Iturra González
- Eduardo Lara Petrovich
- Miguel Ángel Leal Díaz
- Domingo Medina Riquelme
- René Menares Díaz
- Erica del Carmen Sandoval Caro
- Luis Silva Jara
- Enrique Toro Romero
- Jova del Tránsito Valdés Pozo
- Eduardo Vergara Toledo
- Pablo Vergara Toledo
- Rafael Vergara Toledo
- José Villagra Astudillo
- Rudecindo Villegas Sepúlveda